# 2015年のスウェーデン
2015年のスウェーデン （2015ねんのスウェーデン）では、2015年のスウェーデンに関する出来事について記述する。

## できごと

### 6月
- 6月13日 - スウェーデン王カール16世グスタフの第一王子カール・フィリップとモデル出身のソフィア・ヘルクヴィストが首都ストックホルムの礼拝堂で結婚式。二人は、2014年6月に婚約していた。

### 10月
- 10月22日 - トロルヘッタン学校襲撃事件（英語版）。ヴェストラ・イェータランド県トロルヘッタンにある学校で、覆面姿の男が教師と生徒を殺傷。死者3人、負傷者1人。加害者は、警察に銃撃され病院で死亡。